# Норвежско-российские отношения
Дипломатические отношения Норвегии и России были установлены в 1905 году после обретения Норвегией независимости. Россия имеет посольство в Осло и консульства в Баренцбурге и Киркенесе; Норвегия содержит посольство в Москве и консульства в Санкт-Петербурге, Мурманске и Архангельске.

## История

### Средние века
В VIII—IX веках скандинавское население тесно контактировало с Русью. Контакты были обусловлены тем, что между скандинавами и русским населением шла активная торговля на пути «Из варяг в греки». Путь скандинавских воинов также пролегал через территорию Руси, так как необходимо было попасть на восток (продажа рабов и быть наёмником у Византийской аристократии). Наибольший наплыв выходцев из Скандинавии на Русь приходится на IX—XI века. Скандинавами были первые князья Рюрик, Олег, Игорь, которые приходили на Русь со своими дружинами. Одни из них возвращались на родину, другие оставались навсегда на Руси, третьи уезжали искать денег и славы в более дальние края — в первую очередь в Византию, где в конце X века появился корпус варангов — воинов-наёмников преимущественно скандинавского происхождения. Русские, шведские, исландские источники сообщают о регулярном присутствии скандинавов на Руси, в том числе и многих представителей скандинавских правящих династий. Среди них были будущий норвежский конунг Олав Трюггвасон, креститель Норвегии конунг Олав Харальдссон (Святой), его сын Магнус Олавссон — будущий конунг Магнус Добрый.
Первые упоминания об установлении официальных двусторонних отношений датируются XIII веком, в частности, в исландской «Саге о Хаконе Хаконарсоне» авторства Стурлы Тордарсона. Поскольку между норвежцами, с одной стороны, и новгородцами и карелами, с другой, начались боестолкновения на почве обложения данью саамов-лопарей, в 1251 году новгородское посольство в Норвегию заключило мирный договор, впервые разграничивший сферы влияния обоих государств. Он, однако, не привёл к устойчивому миру и вскоре норвежско-новгородские войны вспыхнули с новой силой. Русские и карелы не раз разоряли норвежские провинции Халогаланд и Финнмарк. На продолжение конфликта повлияла и норвежская уния со Швецией, которая в это время также воевала с Новгородом и предпринимала против него ряд «крестовых походов». Наконец, в 1326 году, через три года после русско-шведского Ореховского договора, между Новгородской республикой и Норвегией также был заключён мир (Новгородско-норвежский договор 1326 года) и закреплена межгосударственная граница. Общая протяжённость границы в настоящее время — 219 км (из них 23 км по морю).

### Отношения Российской империи и Норвегии
В 1826 году была установлена современная российско-норвежская граница. В 1905 году Россия первой признала независимость Норвегии от Швеции.
В период с 1905 по 1917 год между странами возникли трудности, связанные с использованием и эксплуатацией природных ресурсов на территории Арктики.

### Отношения СССР и Норвегии

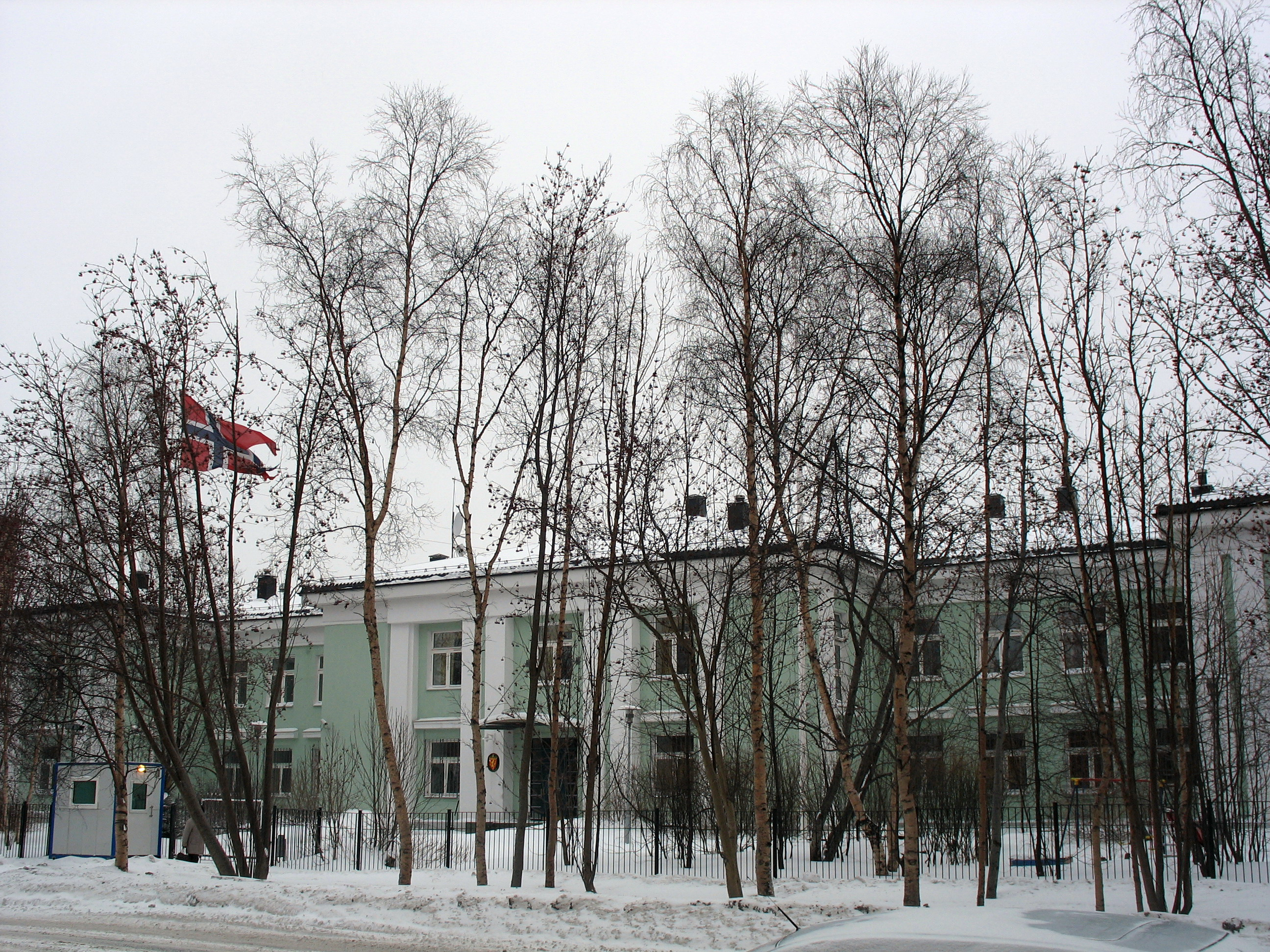
Консульство Норвегии в Мурманске

После Октябрьской революции в России отношения между странами были прерваны, а 15 февраля 1924 года восстановлены вновь. При этом экономические связи между Советской Россией и Норвегией были установлены ещё 2 сентября 1921 года временным соглашением. Особым и довольно проблематичным пунктом российско-норвежских отношений стал Шпицбергенский трактат 1920 года.
СССР уважал суверенитет Норвегии. Уже в сентябре 1945 года советские войска покинули Северную Норвегию. 4 апреля 1949 года Норвегия вступила в блок НАТО.

### Отношения Российской Федерации и Норвегии
После распада СССР Норвегия в числе первых признала государственный суверенитет Российской Федерации.
8 марта 1992 года глава МИД России А. В. Козырев подписал в Осло вместе с главой МИД Норвегии Торвальдом Столтенбергом протокол о рабочей программе двухсторонних контактов и сотрудничества.
24 апреля 1992 года норвежским правительством был принят долгосрочный план действий по отношению к России и странам Восточной Европы, который предусматривал финансирование проектов сотрудничества в области экологии, строительства демократического общества, рыночной экономики, образования, здравоохранения и культуры. Географическим фокусом программы стал северо-запад России и Прибалтика. К 1997 году (через пять лет после начала реализации программы) в этот регион были направлены три четверти всех ассигнований, в том числе 49 млн норвежских крон (около $7 млн) на осуществление проектов в Баренц-регионе. Само понятие «Баренц-регион» впервые было употреблено именно 24 апреля 1992 года Т. Столтенбергом и вскоре прочно вошло в международную лексику.
О позиции внешнеполитического руководства России того времени можно судить по высказыванию министра иностранных дел России А. В. Козырева 9 января 1993 года в Североморске перед моряками Северного флота: «…Ушло в прошлое разорительное противоборство. По существу у России больше нет постоянных противников. Но есть постоянные интересы, которые лучше отстаивать на принципах сотрудничества и партнёрства с внешним миром. Арктика перестаёт быть театром военного соперничества. Здесь накопилось много проблем социальных, экономических, экологических. Для их решения важно привлечь передовые технологии, крупных партнёров, инвесторов…».
Потеплению отношений России и Норвегии должна была способствовать встреча руководителей государств на высшем уровне. Официальный визит Б. Н. Ельцина в Норвегию готовился ещё в 1995 году, но дважды откладывался из-за состояния здоровья российского президента. Визит состоялся только 25-26 марта 1996 года. Главным достижением в тех переговорах стало подписание Декларации об основах отношений между Российской Федерацией и Королевством Норвегия, в которой подчеркивалась роль Баренцева сотрудничества во включении России в европейскую интеграцию.
Тем временем, начиная с середины 1990-х годов, отношения России и Норвегии постепенно осложнялись, и не только по вышеназванным экономическим причинам. Россия, выражая несогласие с действиями НАТО, умаляющими значение ООН в разрешении конфликтов, а с 1999 года — с политикой НАТО на Балканах (военные действия против Республики Югославии по поводу конфликта в Косово), сначала ограничила, а затем «заморозила» своё сотрудничество с НАТО даже в рамках программы «Партнёрство во имя мира». Ухудшению отношений способствовала готовность норвежского правительства начать совместные военные учения НАТО вблизи границ России и обсуждение по инициативе США перспектив проведения совместных с Норвегией исследований в районе архипелага Шпицберген с участием военно-морских и военно-воздушных сил двух союзных стран. В 1998 году произошёл шпионский скандал между Россией и Норвегией, закончившийся взаимным выдворением дипломатических работников, обвинённых в «деятельности, несовместимой с их дипломатическим статусом». В 1999 году посол России в Осло Юлий Квицинский передал норвежскому МИДу ноту, в которой действия береговой охраны против мурманских рыбаков признавались дискриминационными.
Премьер-министр Норвегии Кьель Магне Бондевик, несмотря на перечисленные моменты осложнения отношений, признавал: «Отношения с Россией остаются фундаментальным элементом норвежской политики… Моё правительство стремится вернуться в конструктивное русло и продолжить строительство долгосрочных, стабильных и дружественных связей с нашими русскими соседями».

#### Спор о морских территориях

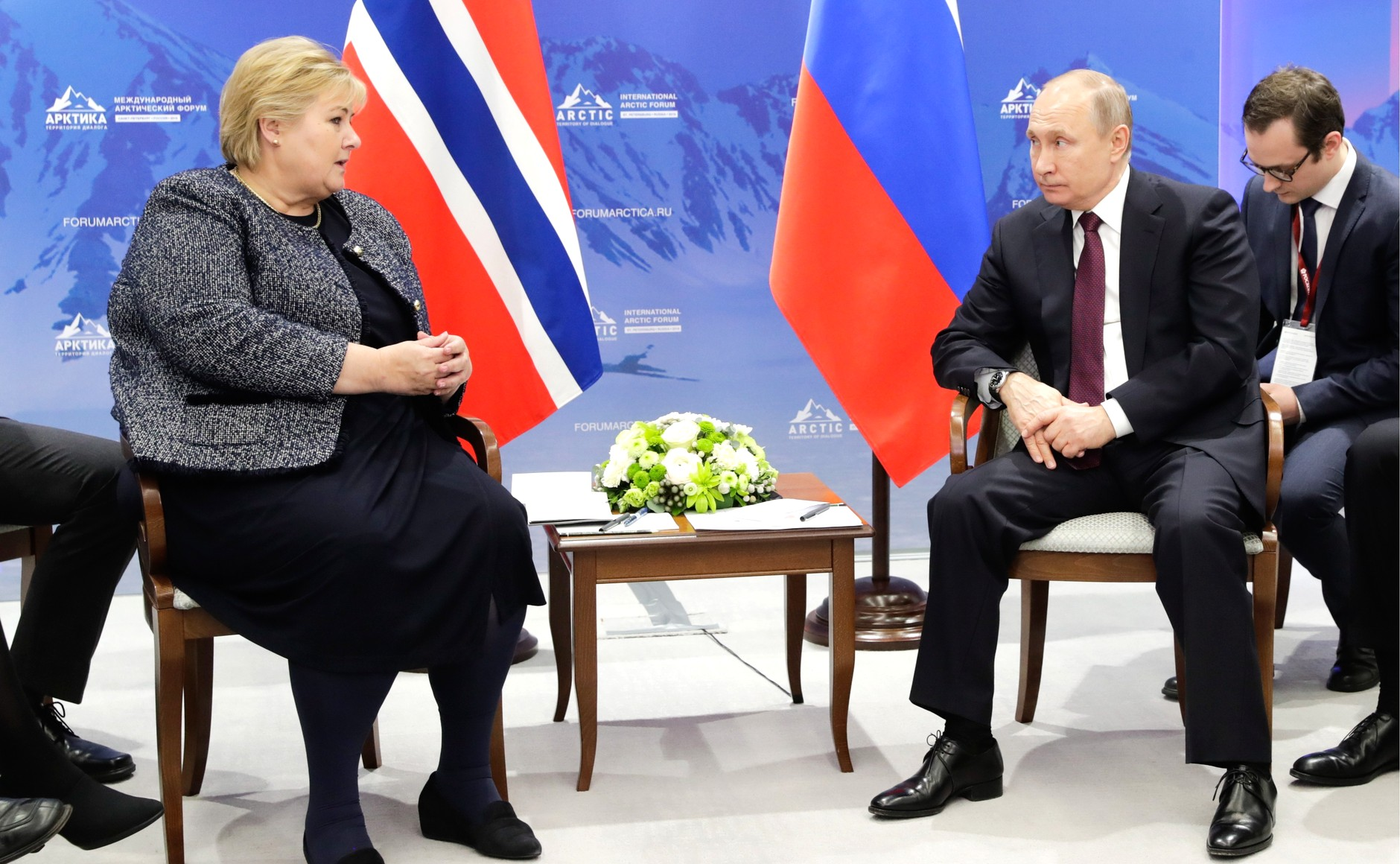
Встреча Президента России
Владимира Путина с Премьер-министром Норвегии Эрной Сульберг, 2019 года

Ещё с 1970 года существовал территориальный спор о границе между государствами в Баренцевом море. Суть его сводится к тому, что Россия проводила границу вдоль побережья острова Шпицберген, Норвегия полагала, что граница должна находиться равноудалённо от Шпицбергена с одной стороны и Земли Франца-Иосифа и острова Новая Земля с другой. Поскольку государства находились в дружественных отношениях, спор о границе редко вытекал в какие-либо акции, изредка происходили задержания российских рыболовецких судов. Однако в дальнейшем спор обострился, так как в Баренцевом море в том числе и на спорных территориях были обнаружены запасы углеводородов. В апреле 2010 года стороны пришли к соглашению, что новая делимитационная линия разделит спорную территорию на две равные части, окончательно 40-летний спор был урегулирован 15 сентября 2010 года после подписания договора «О разграничении морских пространств и сотрудничестве в Баренцевом море и Северном Ледовитом океане» передачей 90 тыс. км² в пользу Норвегии (см. Демаркация российско-норвежской границы (2010)).
Норвегия не входит в ЕС, однако в апреле 2014 года Норвегия присоединилась к санкциям Евросоюза против России, введённым в связи с аннексией Крыма Россией и вооружённым конфликтом на востоке Украины. В августе 2014 года в качестве ответной меры Россия ввела годовое эмбарго на поставку сельскохозяйственной продукции, сырья и продовольствия из ряда стран, поддержавших санкции, в том числе Норвегии; в дальнейшем взаимные санкции регулярно продлевались.